# Boot
In informatica, il boot (o bootstrap, o più raramente booting) o l'avvio del computer è, in generale, l'insieme dei processi che vengono eseguiti da un computer dall'accensione fino al completo caricamento in memoria primaria del kernel del sistema operativo a partire dalla memoria secondaria.

## Storia
Nei primi calcolatori, il bootstrap era tipicamente un processo che coinvolgeva un operatore umano specializzato. Questo prevedeva l'inserimento manuale nel calcolatore delle istruzioni di avvio tramite una serie di supporti di memoria intermedi di vario tipo, tipicamente composti a base di ferrite (chiamate memorie a nuclei che è una tipologia di memoria informatica non volatile) o, più comunemente, nastri magnetici o più semplicemente schede perforate (schede di cartoncino di formato ben definito contenente l'informazione da dare in input). Sono state proprio le schede perforate il primo dispositivo "a sola lettura" a contenere le istruzioni per l'avvio del calcolatore, già negli elaboratori IBM degli anni 50-60: è in questo periodo che si comincia ad utilizzare il termine bootstrap con il significato attuale.
Alcuni di questi eleboratori possedevano già un processo di avvio tramite la pressione di un singolo bottone, ma non una "memoria a sola lettura" in senso stretto, cioè un dispositivo a semiconduttore contenente le istruzioni di avvio cablate al suo interno; inoltre prevedevano di solito un processo di avvio molto complesso, non cioè tramite la pressione di un singolo tasto, ma attraverso una lunga procedura manuale: questo avveniva, ad esempio nel Micral N (1973), il primo microcomputer a microprocessore, e ancora nel 1975 (l'anno dei "pionieri del microcomputer") sia nei microcomputer portatili più innovativi, come l'Altair 8800, che nei minicomputer più diffusi (comunque molto voluminosi rispetto ai loro successori moderni), come il PDP-11. I microprocessori fecero il loro ingresso nell'informatica negli anni 1970 - 1971, rivoluzionando le prestazioni dei componenti e, di conseguenza, le architetture: in questi anni, il loro costo tuttavia era estremamente elevato anche per memorie limitate a 16 bit. Nel caso del boot in questa fase, ad incidere è il bilanciamento tra la possibilità di caricare il programma di avvio, residente in ROM, e la memoria di esecuzione.
Una delle innovazioni maggiori del boot, nel 1975, è stata dunque l'introduzione di un processo di caricamento automatico da una memoria in sola lettura (ovvero, una moderna memoria fissa a semiconduttore), come quello che fu realizzato e brevettato dall'italiano Alberto Ciaramella, giovane ingegnere dello CSELT nel 1975 nell'elaboratore di processo della prima centrale telefonica numerica italiana (denominata "Gruppi Speciali"), con una tecnica indipendente dall'architettura complessiva dell'elaboratore e sotto forma di un dispositivo esterno all'elaboratore stesso: tale tecnica costruisce il processo di boot moderno, unendo cioè il vantaggio dell'avvio dalla pressione di un singolo bottone (con risparmio di tempo) all'affidabilità dell'uso della memoria ROM propriamente detta per caricare le istruzioni di avvio direttamente nel sistema operativo. Un altro vantaggio nel boostrap dei Gruppi Speciali era la memorizzazione dello stato dell'elaboratore a fronte dello spegnimento (ad esempio, nel caso di guasto), caratteristica che verrà ripresa dai computer degli anni successivi (ma era ancora assente nei primi personal computer IBM degli anni Ottanta).
L'affidabilità del processo di riavvio (l'automatizzazione dello stesso, la sua velocità e la memorizzazione allo stato prima dello spegnimento), era particolarmente sentita proprio nel campo delle centrali telefoniche. In quanto procedimento indipendente dall'architettura, era dunque possibile utilizzare la nuova tecnica di avvio dei Gruppi Speciali anche per elaboratori che non la prevedevano in fase di progetto, semplicemente tramite l'aggiunta esterna di tale dispositivo analogamente a quanto fatto nei Gruppi Speciali stessi, aggiunto all'architettura della centrale telefonica nel corso della fase di sperimentazione. Tuttavia, l'architettura generale del sistema da avviare non era ancora quella integrata in uso oggi.
Il passo successivo, cioè l'integrazione del processo di un bootstrap analogo così strutturato (compresa la sua componente della ROM di boot a semiconduttore) nativamente all'interno della scheda dell'elaboratore è stata introdotta per la prima volta in un calcolatore in concomitanza della nascita del primo personal computer consumer (anche detto microcomputer, per distinguersi dalla generazione di calcolatori precedente, di maggiori dimensioni), ovvero con l'Apple-1 solo l'anno successivo, nel corso del 1976, lo stesso anno della fondazione della Apple: tale architettura integrata del dispositivo di boot è analoga allo standard dei personal computer attuali. Il boot tramite un dispositivo esterno oggi è usato solo in casi particolari, come possibile policy di sicurezza.

### Il boot manager e il boot loader

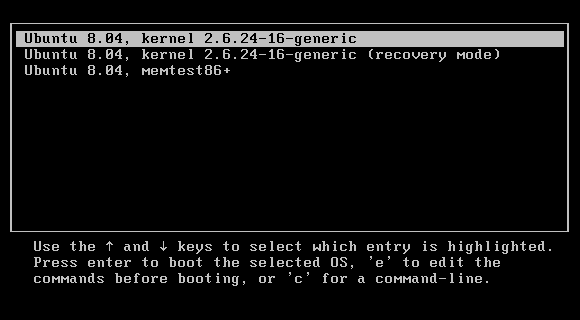
Bootloader GRUB di Ubuntu 8.04